# Vaudreuil-Dorion
Vaudreuil-Dorion es una ciudad de la provincia de Quebec, Canadá. Tiene una población estimada, en 2021, de 42 694 habitantes.
Está ubicada en el municipio regional de condado de Vaudreuil-Soulanges, en la región de Vallée-du-Haut-Saint-Laurent, en Montérégie. Es también una de las ciudades que conforman la Comunidad metropolitana de Montreal.
Guy Pilon es el alcalde de Vaudreuil-Dorion.
Vaudreuil-Dorion fue creada el 16 de marzo de 1994 por la fusión de las antiguas ciudades de Vaudreuil y de Dorion. Hace parte de las circunscripciones electorales de Vaudreuil a nivel provincial y de Vaudreuil-Soulanges nivel federal.

## Geografía

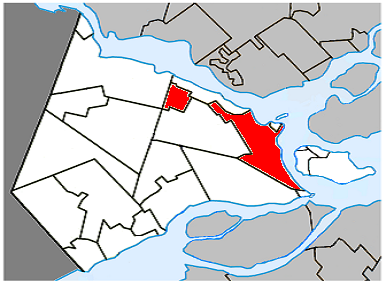
Localización de Vaudreuil-Dorion en Vaudreuil-Soulanges

La ciudad de Vaudreuil-Dorion se encuentra a 30 kilómetros al oeste de Montreal sobre la orilla del lago de las Dos Montañas (comprendiendo la ensenada de Vaudreuil) y de la bahía de Vaudreuil, divididas por el río Ottawa. El territorio incluye varios islotes, algunos habitados, que se encuentran entre el casco urbano y las islas de Montreal y Perrot. La municipalidad tiene una superficie de 73,1 km².
El territorio tiene dos partidas desyuntadas: la punta de Vaudreuil, mucho más grande y poblada, así como el exclave de Hudson Acres, al oeste. La punta está rodeada al noroeste por la ciudad de Hudson, al norte por el lago de Dos Montañas y el pueblo de Vaudreuil-sur-le-Lac, al este por el río Ottawa, al sudeste por el pueblo de Pointe-des-Cascades, al sur por la municipalidad de Les Cèdres y al oeste por la ciudad de Saint-Lazare. Hudson Acres limita con Hudson al norte, Saint-Lazare al este y al sur, y la municipalidad de Rigaud al oeste.

## Población
Según el Censo de Canadá de 2011, había 33 305 personas residiendo en Vaudreuil-Dorion con una densidad de población de 459,3 hab./km². Los datos del censo mostraron que de las 25 789 personas censadas en 2006, en 2011 hubo un aumento poblacional de 7516 habitantes (29,1%). El número total de inmuebles particulares resultó de 13 292 con una densidad de 183,29 inmuebles por km². El número total de viviendas particulares que se encontraban ocupadas por residentes habituales fue de 12 927.
Población, 1986-2021
| Año  | Población | Variación (%) |
| ---- | --------- | ------------- |
| 2021 | 42 694    | + 28,2%       |
| 2011 | 33 305    | + 29,1 %      |
| 2006 | 25 789    | + 29,5 %      |
| 2001 | 19 920    | + 7,9 %       |
| 1996 | 18 466    | + 7,9 %       |
| 1991 | 17 109    | + 24,7 %      |
| 1986 | 13 722    |               |

## Política
La ciudad es dirigida por un alcalde y para el periodo 2019 a 2023 el cargo es ocupado por Guy Pilon.
|            | 2019-2023         |
| Alcalde    | Guy Pilon         |
| Distrito 1 | Luc Marsan        |
| Distrito 2 | François Séguin   |
| Distrito 3 | Jasmine Sharma    |
| Distrito 4 | Karine Lechasseur |
| Distrito 5 | Diane Morin       |
| Distrito 6 | Gabriel Parent    |
| Distrito 7 | Paul M. Normand   |
| Distrito 8 | Paul Dumoulin     |